# Незамаево
Незамаево — село в Медынском районе Калужской области России. Входит в состав сельского поселения «Село Передел».

## География
Находится в северной части области, в 25 км к северо-северо-западу от Медыни и в 80 км от Калуги. 

## История
Село являлось административным центром Незамаевской волости.

## Население
| 2002 | 2010 |
| ---- | ---- |
| 18   | ↘5   |

## Инфраструктура
Личное подсобное хозяйство с зоной сельскохозяйственного использования, индивидуальная застройка усадебного типа.

## Транспорт
Деревня доступна по просёлочным дорогам.